# Hirtodrosophila paralatifrontata
Hirtodrosophila paralatifrontata är en tvåvingeart som först beskrevs av Bachli 1974.  Hirtodrosophila paralatifrontata ingår i släktet Hirtodrosophila och familjen daggflugor. Inga underarter finns listade i Catalogue of Life.